# Mount Ratliff
Mount Ratliff ist ein 2520 m hoher Berg im westantarktischen Marie-Byrd-Land. Im Königin-Maud-Gebirge ragt er 13 km nordnordöstlich des Mount Doumani nördlich des Watson Escarpment auf.
Der United States Geological Survey kartierte ihn anhand eigener Vermessungen und Luftaufnahmen der United States Navy aus den Jahren von 1960 bis 1963. Das Advisory Committee on Antarctic Names benannte ihn 1967 nach Charles E. Ratliff, Flugzeugmaschinist der Flugstaffel VX-6 der United States Navy, der zwischen 1963 und 1967 an mehreren Kampagnen im Rahmen der Operation Deep Freeze beteiligt war.